# Paralcis columnata
Paralcis columnata là một loài bướm đêm trong họ Geometridae.